# Johann Georg Lickl
Johann Georg Lickl, également connu sous les noms Ligkl, Hans-Georg Lickl et hongrois : Lickl György (né le 11 avril 1769 – mort le 12 mai 1843) est un compositeur, organiste, maître de chapelle  et enseignant de piano autrichien.
Il a composé plusieurs œuvres, dont des opéras, une œuvres pour quintette à vent et trois pour quatuor à cordes. Une bonne partie de ces dernières sont liées à la religion, Lickl ayant composé des messes et des requiems.

## Biographie
Lickl naît à Korneubourg, Basse-Autriche. Orphelin, il étudie sous la direction de Rudolf Witzig, organiste à l'église de Korneuburg.
Il déménage à Vienne en 1785 et étudie sous la direction de Johann Georg Albrechtsberger et Joseph Haydn. À la fin des années 1780, il devient organiste à l'église de l'Ordre du Carmel de Leopoldstadt. Il collabore avec Emanuel Schikaneder sur plusieurs Singspiel au cours des années 1790, travaillant au Theater auf der Wieden. De 1807 jusqu'à sa mort, il est chef de chœur à la Cathédrale Saint-Pierre-et-Saint-Paul de Pécs. Il meurt à l'âge de 74 ans à Pécs.
Ses fils, Karl Georg Lickl (1801–1877) et Ägidius Karl Lickl (1803–1864), sont également devenus compositeurs.